# シャウト (ディーヴォのアルバム)
シャウト(Shout)はアメリカのロックバンド、ディーヴォが1984年に発表した第6作目のアルバム。

## 収録曲
- 特記の無い限り全てマザーズバー、キャセール兄弟の作詞・作曲。

1. シャウト - Shout (3:15)
2. 満足マインド - The Satisfied Mind (3:07)
3. ドント・レスキュー・ミー - Don't Rescue Me (3:07)
4. 第4ディメンション - The 4th Dimension (4:24)
5. カモン - C'mon (3:15)
6. ヒア・トゥー・ゴー - Here to Go (3:18)
7. 愛の司法権 - Jurisdiction of Love (3:00)
8. KARAKURI少年 - Puppet Boy (3:10)
9. プリーズ・プリーズ - Please Please (3:04)
10. アー・ユー・エクスペリエンスド? - Are U Experienced? (3:08)（ジミ・ヘンドリックス）